# Lamaronde

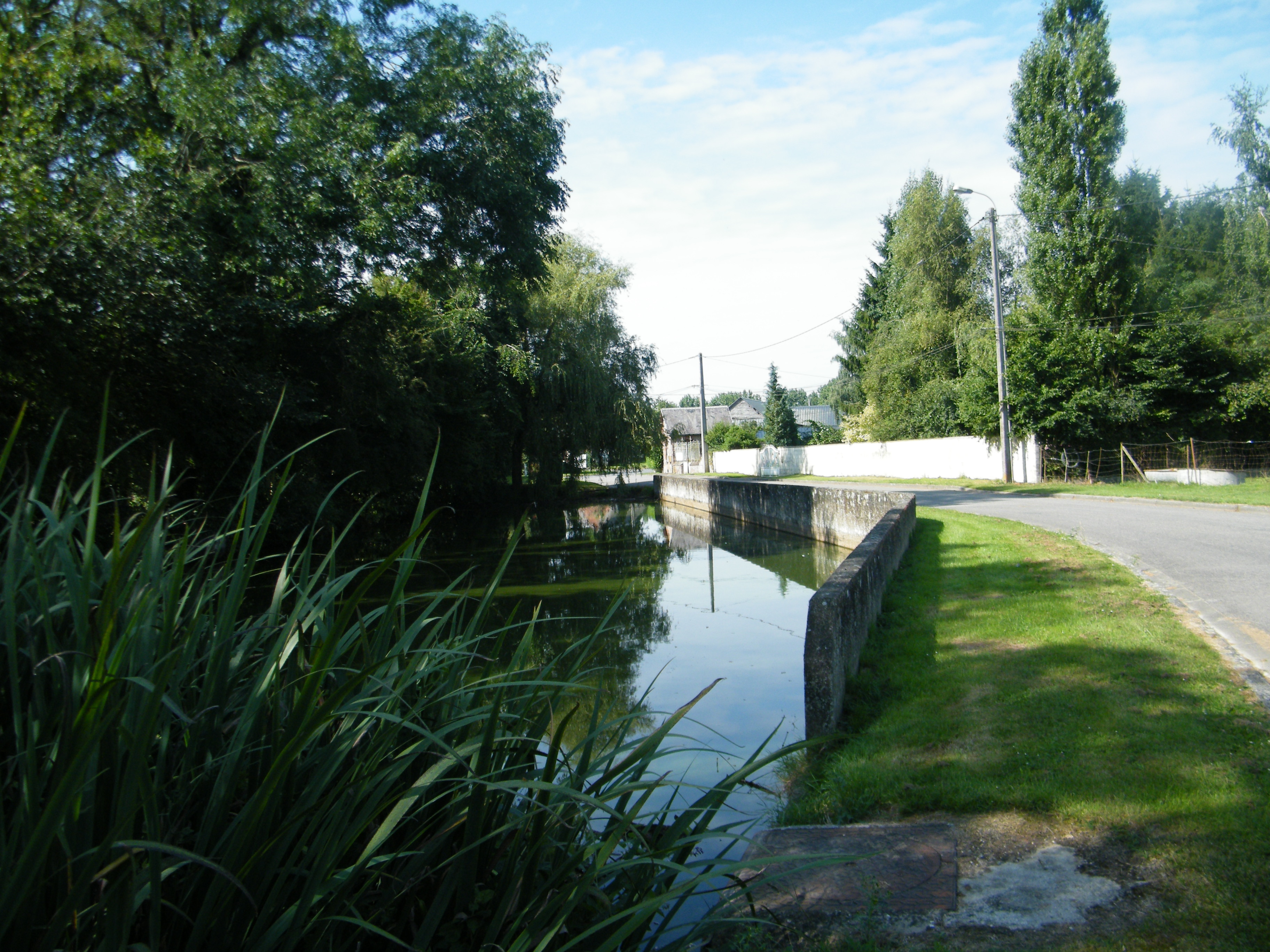
La mare communale.

Lamaronde est une commune française située dans le département de la Somme, en région Hauts-de-France.

## Géographie

### Localisation
Lamaronde est un village picard de l'Amiénois.
À vol d'oiseau, la localité est située à 7 km au nord-ouest de Poix-de-Picardie, 10 km au sud-est de Beaucamps-le-Vieux, 30 km au sud-ouest d'Amiens, 34 km au sud d'Abbeville et à 43 km au nord-ouest de Beauvais.
Le territoire de la commune est limitrophe de ceux de quatre communes.     
Les communes limitrophes sont  Bettembos, Caulières, Thieulloy-l'Abbaye et Vraignes-lès-Hornoy.

### Hydrographie
La commune est située dans le bassin Seine-Normandie. Elle n'est drainée par aucun cours d'eau,.

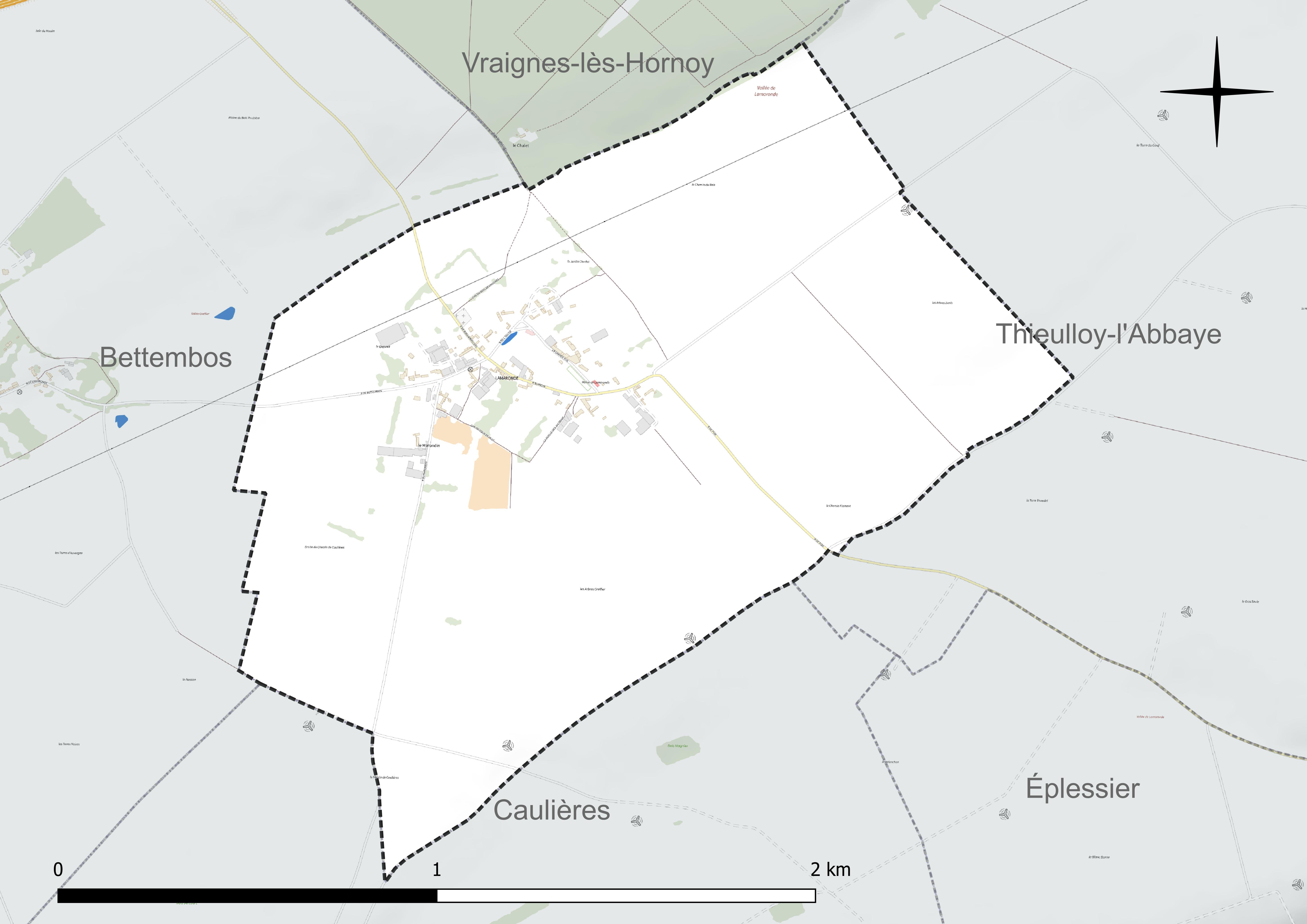
Réseau hydrographique de Lamaronde.

### Climat
Pour des articles plus généraux, voir Climat des Hauts-de-France et Climat de la Somme.
En 2010, le climat de la commune est de type climat océanique dégradé des plaines du Centre et du Nord, selon une étude du CNRS s'appuyant sur une série de données couvrant la période 1971-2000. En 2020, Météo-France publie une typologie des climats de la France métropolitaine dans laquelle la commune est exposée à un climat océanique et est dans la région climatique Côtes de la Manche orientale, caractérisée par un faible ensoleillement (1 550 h/an) ; forte humidité de l'air (plus de 20 h/jour avec humidité relative > 80 % en hiver), vents forts fréquents.
Pour la période 1971-2000, la température annuelle moyenne est de 9,9 °C, avec une amplitude thermique annuelle de 13,8 °C. Le cumul annuel moyen de précipitations est de 834 mm, avec 12,8 jours de précipitations en janvier et 8,7 jours en juillet. Pour la période 1991-2020, la température moyenne annuelle observée sur la station météorologique la plus proche, située sur la commune d'Oisemont à 19 km à vol d'oiseau, est de 11,1 °C et le cumul annuel moyen de précipitations est de 801,4 mm,. Pour l'avenir, les paramètres climatiques de la commune estimés pour 2050 selon différents scénarios d'émission de gaz à effet de serre sont consultables sur un site dédié publié par Météo-France en novembre 2022.

## Urbanisme

### Typologie
Au 1er janvier 2024, Lamaronde est catégorisée commune rurale à habitat très dispersé, selon la nouvelle grille communale de densité à sept niveaux définie par l'Insee en 2022.
Elle est située hors unité urbaine et hors attraction des villes,.

### Occupation des sols
L'occupation des sols de la commune, telle qu'elle ressort de la base de données européenne d'occupation biophysique des sols Corine Land Cover (CLC), est marquée par l'importance des territoires agricoles (88,2 % en 2018), en diminution par rapport à 1990 (89,8 %). La répartition détaillée en 2018 est la suivante : 
terres arables (69,1 %), prairies (19 %), zones urbanisées (11,8 %). L'évolution de l'occupation des sols de la commune et de ses infrastructures peut être observée sur les différentes représentations cartographiques du territoire : la carte de Cassini (XVIIIe siècle), la carte d'état-major (1820-1866) et les cartes ou photos aériennes de l'IGN pour la période actuelle (1950 à aujourd'hui).

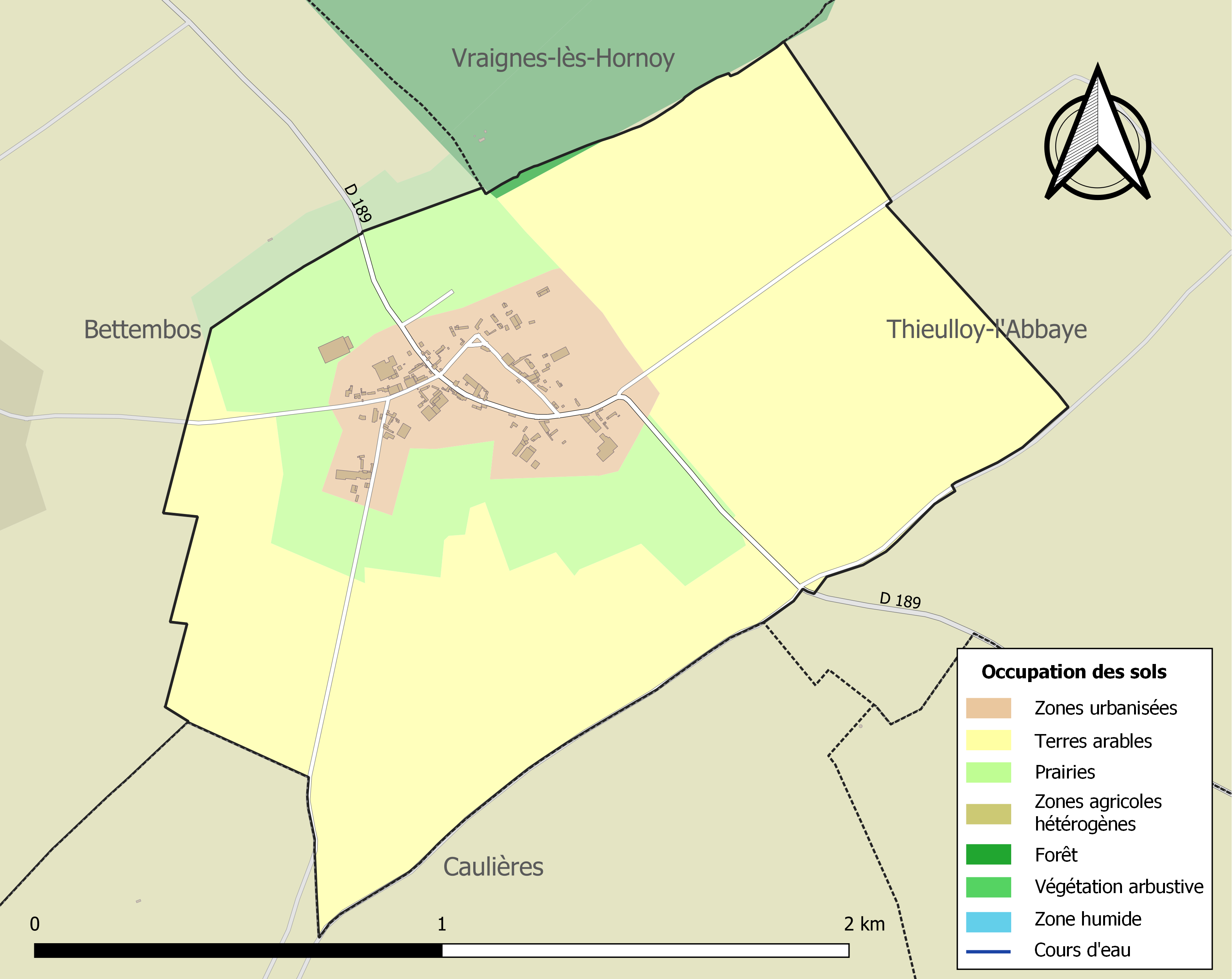
Carte des infrastructures et de l'occupation des sols de la commune en 2018 (CLC).

## Toponymie
Le lieu était connu sous le nom de Curtis-Sancti Nicholai de Caoutieres en 1146-1166, de Marronia en 1147, de Mara Rotunda en 1263 et de Lamar-ronde en 1459.
De l'oïl mare et de l'adjectif ronde.

## Histoire
Selon G. Beaurain, « Le territoire de Caulières, primitivement un des plus étendus (796 hectares) de ceux qui forment aujourd'hui le canton de Poix, était borné par Ligniéres-Châteiain, Meigneux, Eplessier, Thieulloy-l'Abbaye et Bettembos. Il est vraisemblable que le territoire de Lamaronde fut pris à même celui de Caulières, à cause de l'appellation qui lui fut d'abord donnée (Curtis-Sancti Nicholai de Caoutiere). Le quartier toutefois était très boisé. il est possible que ce territoire n'ait été rattaché originairement à aucune paroisse, comme c'était le cas des terrains en nature de forêt, et que l'abbaye de Selincourt l'ait défriché. Quoi qu'il en soit, au XIIe siècle, vers 1146, des bienfaiteurs de l'abbaye, dont Etienne d'Hornoy, lui firent don de la partie contiguë à Thieulloy. Une exploitation agricole avec chapelle et cimetière (Oratorium et atrium) y fut fondée et devint la cour de Saint-Nicolas de Caulières. En dépendaient encore, en 1788, 80 journaux de bois, qui forment le bois de Vraignes actuel. Telle fut l'origine de Lamaronde, dont l'église, comme vivant souvenir de ce primitif état de choses, conserve pour patron Saint-Nicolas. Elle ne fut d'ailleurs érigée en cure que entre 1682 et 1689. En 1690 les habitants avaient détruit le clocher pour ne pas être obligés de l'entretenir. La cloche était suspendue à un arbre ».
Au XIXe siècle, les habitants du village y fabriquaient des brosses de crin
Circonscriptions d'Ancien Régime
Le village relevait en 1749 en partie de la prévôté royale  de Beauvaisis à Grandvilliers, du bailliage d'Amiens, de l'élection d'Amiens, intendance de Picardie, grenier à sel de Grandvilliers puis d'Aumale.
La paroisse Saint-Nicolas dépendait du doyenné de Poix, archidiaconé et diocèse d'Amiens
Le curé était nommé par l'abbé de Selincourt. La dîme était perçue par l'abbaye.

## Politique et administration

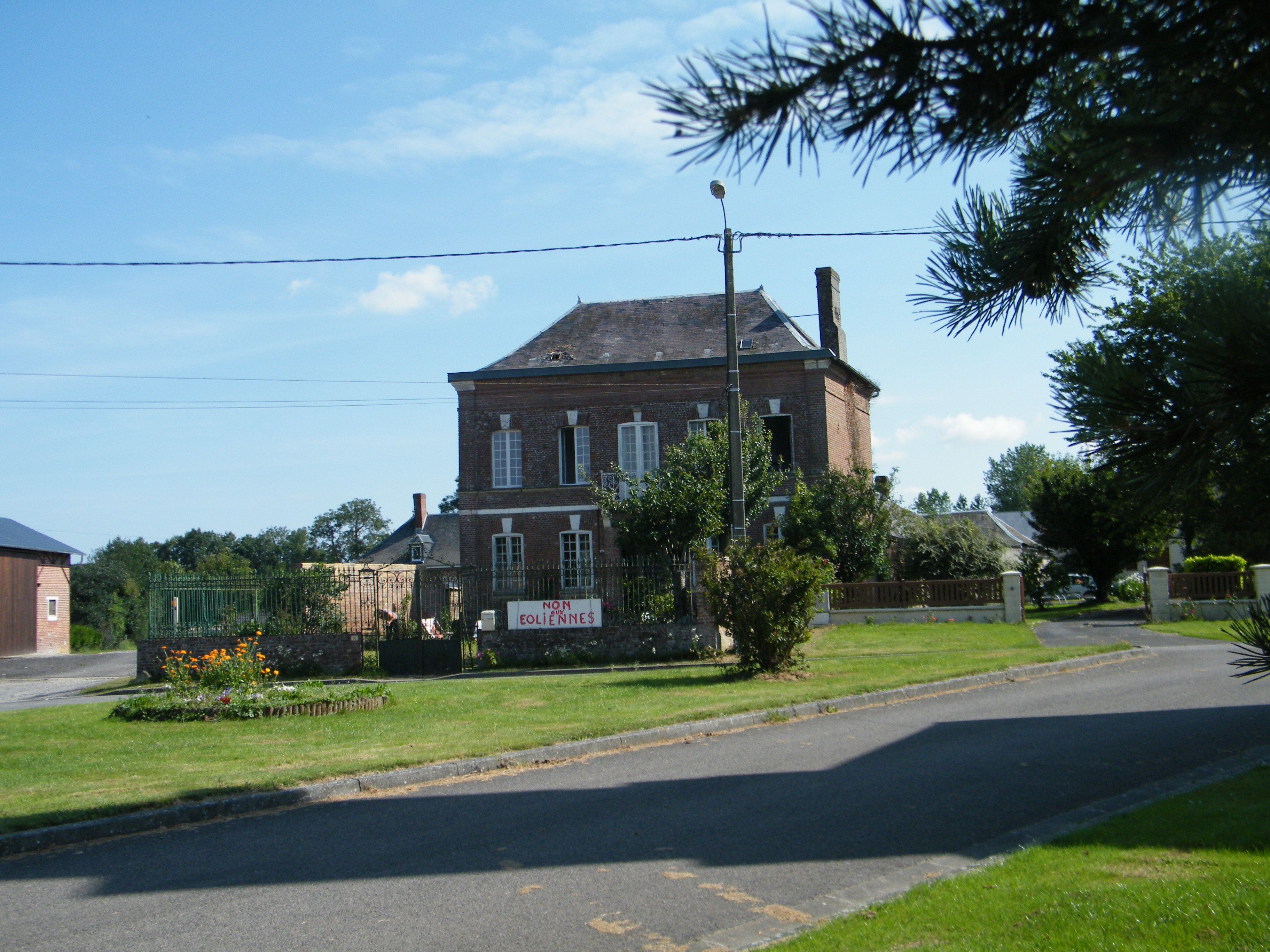
L'ancienne mairie, place de l'église.

### Rattachements administratifs et électoraux
La commune se trouve dans l'arrondissement d'Amiens du département de la Somme. Pour l'élection des députés, elle fait partie depuis 2012 de la quatrième circonscription de la Somme.
Elle fait partie depuis 1801 du canton de Poix-de-Picardie. Dans le cadre du redécoupage cantonal de 2014 en France, ce canton, où la commune reste intégrée, est modifié et agrandi.

### Intercommunalité
La commune était membre de la communauté de communes du Sud-Ouest Amiénois (CCSOA), créée en 2004.
Dans le cadre des dispositions de la loi portant nouvelle organisation territoriale de la République du 7 août 2015, qui prévoit que les établissements publics de coopération intercommunale (EPCI) à fiscalité propre doivent avoir un minimum de 15 000 habitants, la préfète de la Somme propose en octobre 2015 un projet de nouveau schéma départemental de coopération intercommunale (SDCI) qui prévoit la réduction de 28 à 16 du nombre des intercommunalités à fiscalité propre du département.
Ce projet prévoit la « fusion des communautés de communes du Sud-Ouest Amiénois, du Contynois et de la région d'Oisemont », le nouvel ensemble de 37 412 habitants regroupant 120 communes,. À la suite de l'avis favorable de la commission départementale de coopération intercommunale en janvier 2016, la préfecture sollicite l'avis formel des conseils municipaux et communautaires concernés en vue de la mise en œuvre de la fusion.
La communauté de communes Somme Sud-Ouest (CC2SO), dont est désormais membre la commune, est ainsi créée au 1er janvier 2017.

### Liste des maires
| Période                                  | Période                      | Identité          | Étiquette | Qualité                                                                |
| ---------------------------------------- | ---------------------------- | ----------------- | --------- | ---------------------------------------------------------------------- |
| Les données manquantes sont à compléter. |                              |                   |           |                                                                        |
| avant 1966                               |                              | Jacques Despréaux |           |                                                                        |
| Les données manquantes sont à compléter. |                              |                   |           |                                                                        |
| mars 2001                                | En cours (au 8 octobre 2020) | Xavier Despreaux  |           | Agriculteur, fils de Jacques Despréaux Réélu pour le mandat 2014-2020, |

## Démographie
L'évolution du nombre d'habitants est connue à travers les recensements de la population effectués dans la commune depuis 1793. Pour les communes de moins de 10 000 habitants, une enquête de recensement portant sur toute la population est réalisée tous les cinq ans, les populations de référence des années intermédiaires étant quant à elles estimées par interpolation ou extrapolation. Pour la commune, le premier recensement exhaustif entrant dans le cadre du nouveau dispositif a été réalisé en 2007.

En 2022, la commune comptait 56 habitants, en évolution de −11,11 % par rapport à 2016 (Somme : −1,26 %, France hors Mayotte : +2,11 %).
| 1793 | 1800 | 1806 | 1821 | 1831 | 1836 | 1841 | 1846 | 1851 |
| ---- | ---- | ---- | ---- | ---- | ---- | ---- | ---- | ---- |
| 222  | 175  | 247  | 233  | 243  | 238  | 223  | 210  | 217  |

| 1856 | 1861 | 1866 | 1872 | 1876 | 1881 | 1886 | 1891 | 1896 |
| ---- | ---- | ---- | ---- | ---- | ---- | ---- | ---- | ---- |
| 201  | 185  | 162  | 154  | 164  | 153  | 154  | 133  | 129  |

| 1901 | 1906 | 1911 | 1921 | 1926 | 1931 | 1936 | 1946 | 1954 |
| ---- | ---- | ---- | ---- | ---- | ---- | ---- | ---- | ---- |
| 129  | 125  | 120  | 135  | 122  | 136  | 122  | 116  | 113  |

| 1962 | 1968 | 1975 | 1982 | 1990 | 1999 | 2006 | 2007 | 2012 |
| ---- | ---- | ---- | ---- | ---- | ---- | ---- | ---- | ---- |
| 101  | 89   | 81   | 72   | 66   | 68   | 75   | 76   | 64   |

| 2017 | 2022 | - | - | - | - | - | - | - |
| ---- | ---- | - | - | - | - | - | - | - |
| 65   | 56   | - | - | - | - | - | - | - |

La population était de  225 habitants en 1698, 57 feux et 189 habitants en 1725, 58 feux et 209 habitants en 1772.

## Culture locale et patrimoine

### Lieux et monuments
- Église Saint-Nicolas[34],[35].

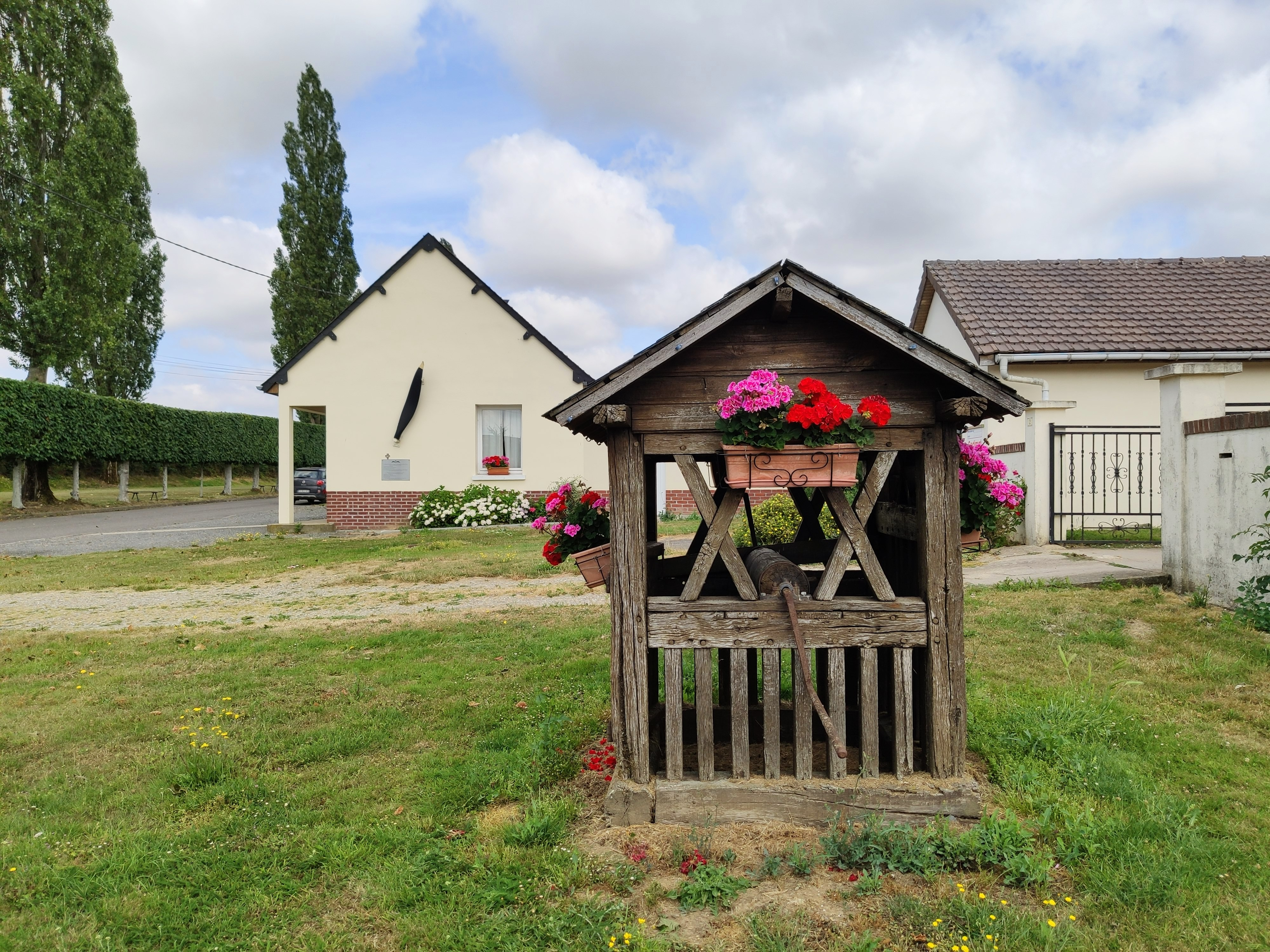
Puits, sur le côté de la mairie
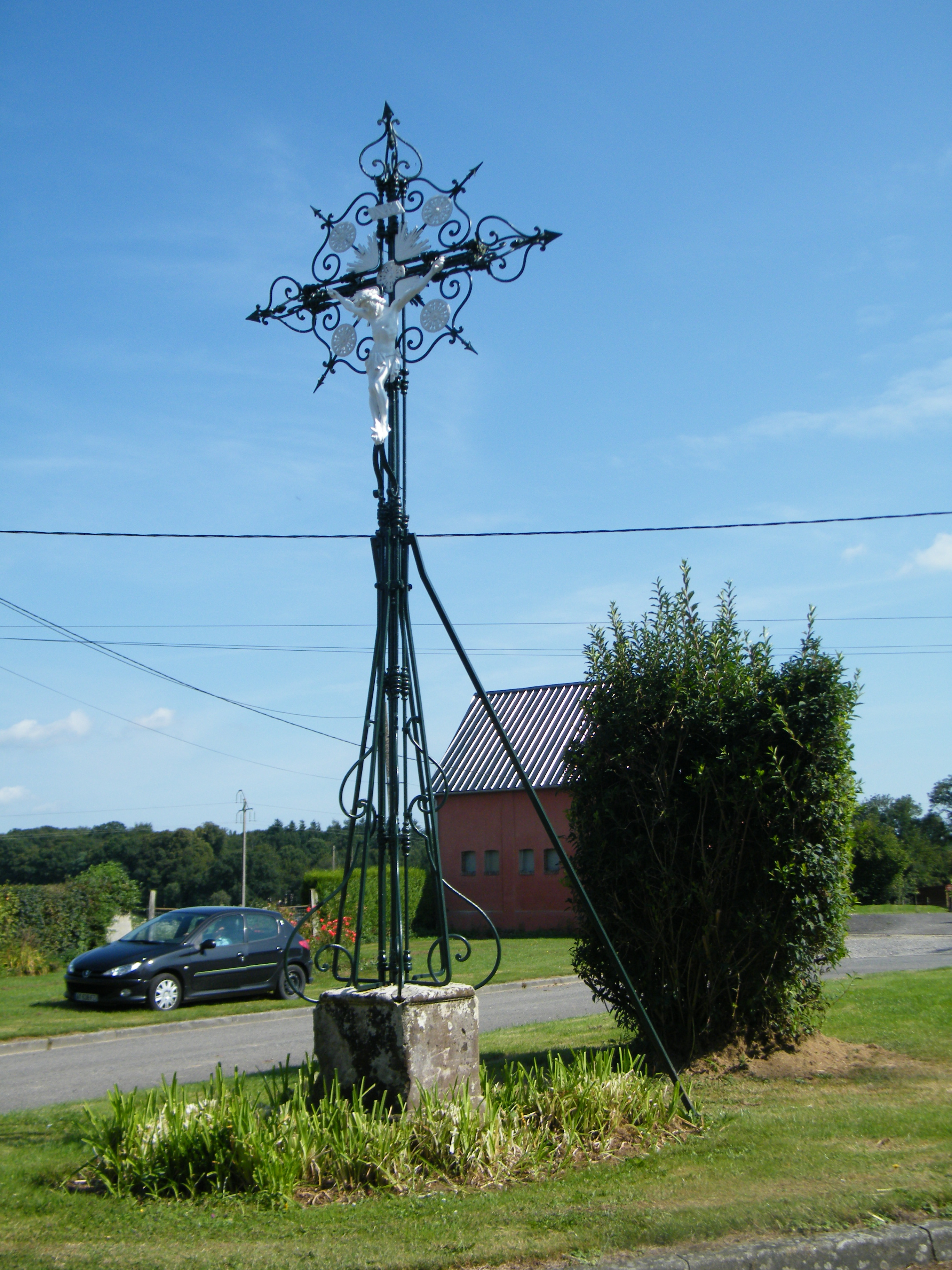
Calvaire central.
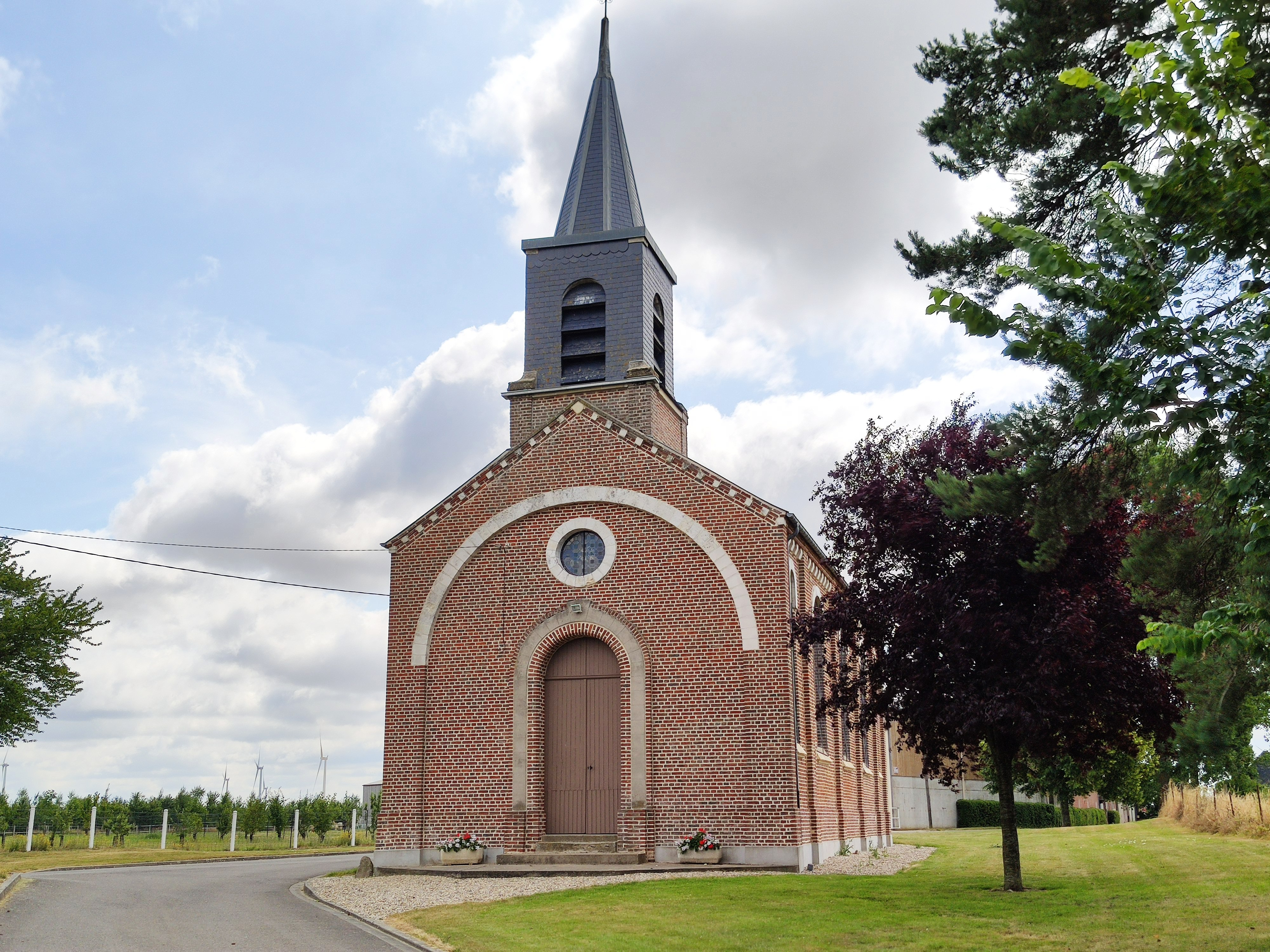
L'église Saint-Nicolas.
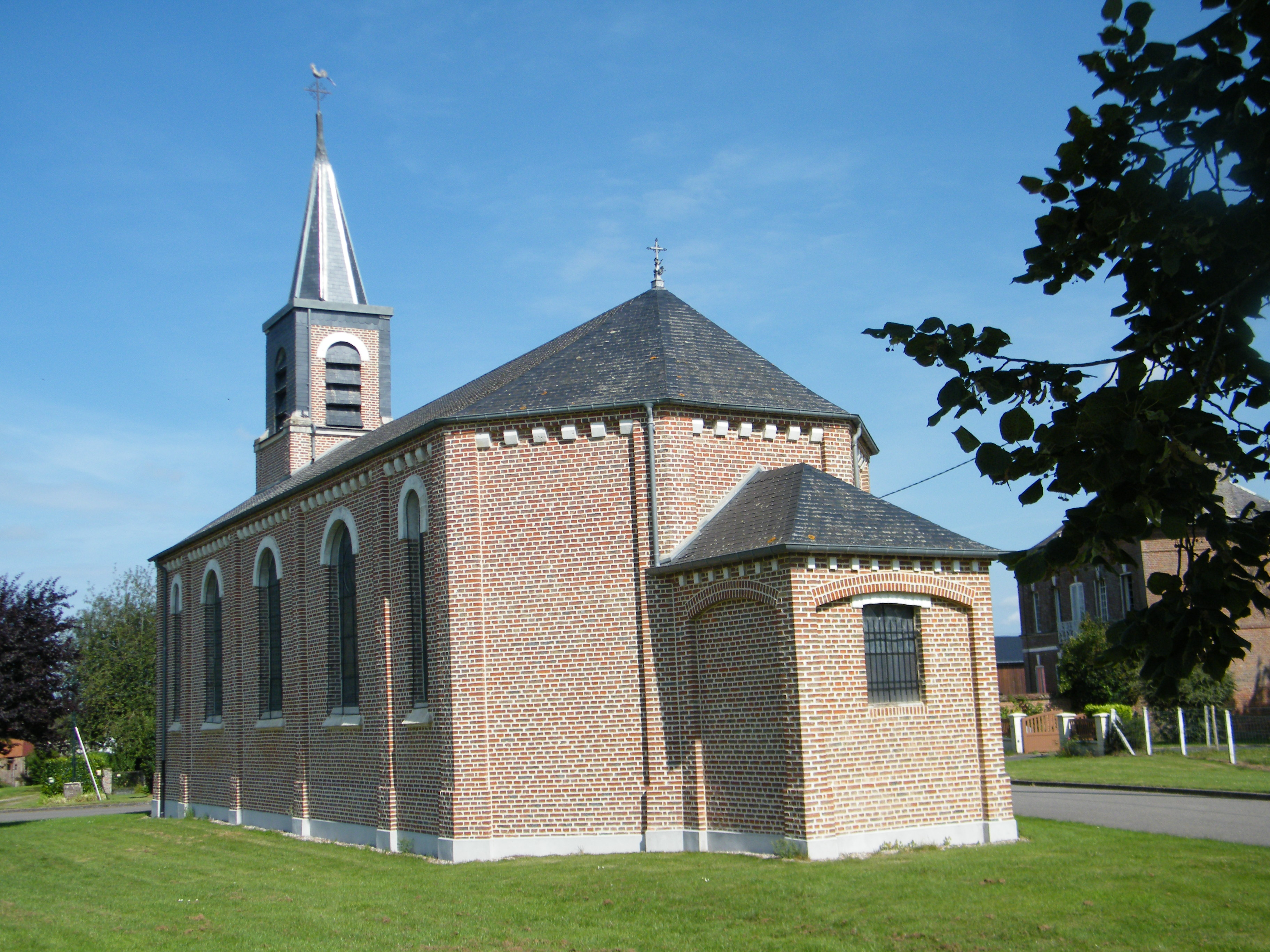
Chevet de l'église.

### Personnalités liées à la commune

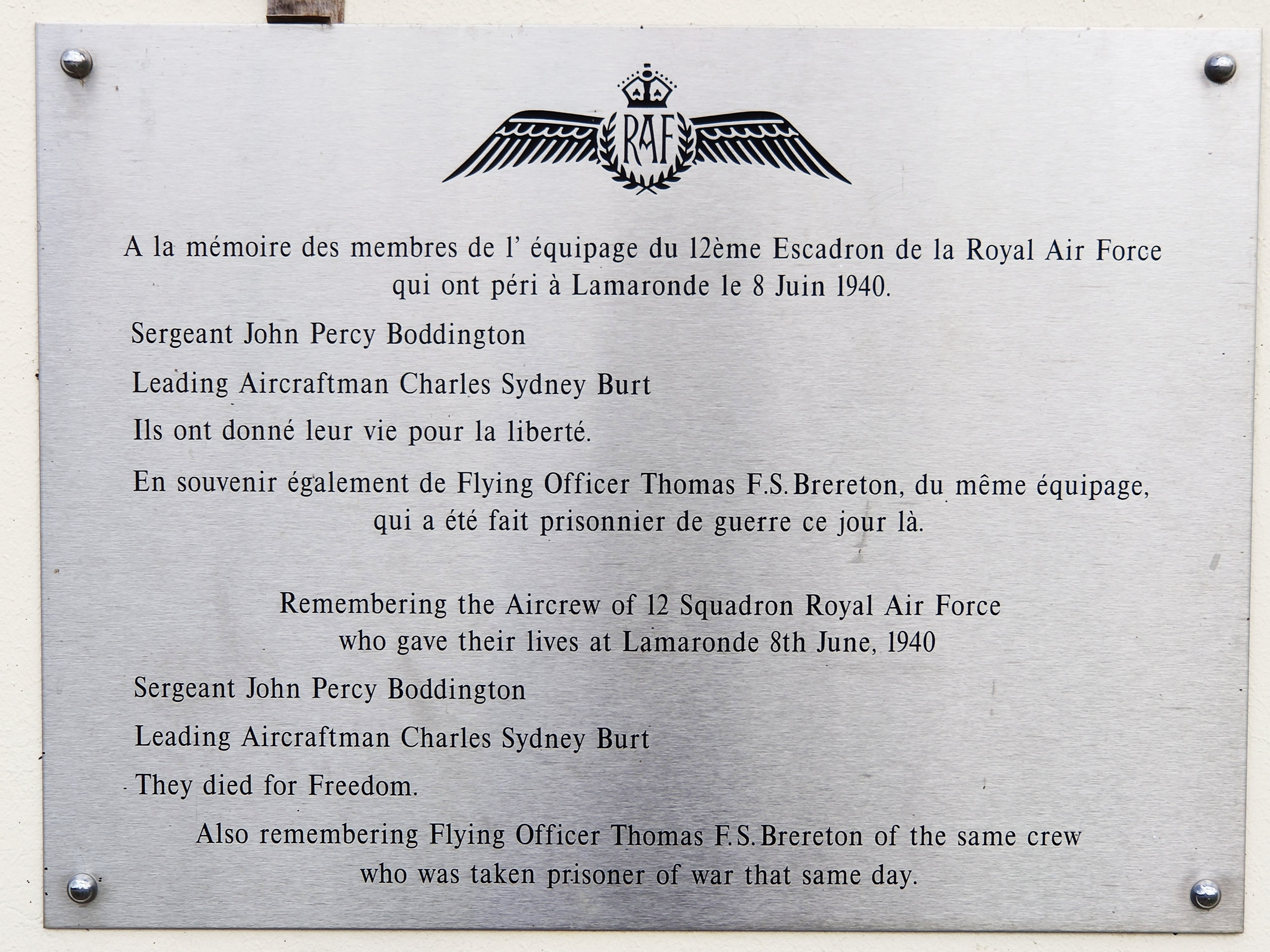
Plaque commémorative sur le côté de la mairie.

- John Percy Boddington, Charles Sydney Burt, membres de l'équipage de l'avion  du 12e escadron de la RAF tués à Lamaronde lors du crash du 8 juin 1940, pendant la bataille de France. Thomas F. S. Brereton a, lui, été fait prisonnier ce jour-là.